# 김성준 (1976년)
김성준(한국 한자: 金成俊, 1976년 7월 24일 ~ )은 대한민국의 전 축구 선수이며, 포지션은 수비수였다.